# Француске јужне и антарктичке земље
Француске јужне и антарктичке земље (фр. Terres australes et antarctiques françaises, скр. TAAF) су од 1955. Француска прекоморска територија. 
Територију чине острва Амстердам и Свети Павле, острва Крозе, Кергелен и сектор на Антарктику Аделина земља, који није међународно признат као суверена француска територија. У областима јужно од 60. степена јужне географске ширине Француска има надлежност само у оквиру уговора о Антарктику из 1959. и 1991. Године 2007. територији су придружена Расејана острва у Индијском океану. 
Острва се налазе у Индијском океану југоисточно од Африке, и заједно имају површину од 7.820 km². Аделина земља на Антарктику има површину од 432.000 km².

## Управа
Територија је подељена на 5 дистрикта, у којима надлежности имају управници дистрикта. Њихове надлежности су сличне надлежностима француских градоначелника, као што су регистрација рођења и смрти и полицијски задаци. Префект територије има седиште ван ње, на острву Реинион. 
| Бр. | Област                                | Седиште управе           | Становништво(1) | Површина (²) | Приобална економска зона (²) |
| --- | ------------------------------------- | ------------------------ | --------------- | ------------ | ---------------------------- |
| 1   | Острва Свети Павле и Амстердам        | Станица Мартин де Вивије | 29              | 61           | 502.533                      |
| 2   | Острва Крозе                          | Станица Алфред Форе      | 18              | 505          | 567.475                      |
| 3   | Кергелен                              | Станица Порт о Франсез   | 90              | 7.215        | 563.869                      |
| 4   | Аделина земља                         | Станица Димон Дурвил     | 33              | 432.000      | -                            |
| 5   | Расејана острва у Индијском океану(2) | Острво Европа?           | 56              | 39           | 593.276                      |
|     | Територија укупно                     | Станица Мартин де Вивије | 226             | 439.820      | 2.227.153                    |

(1): Односи се на посаду станица за време зиме

(2): Од 21. фебруара 2007.

## Географија
Клима на острвима Крозе, Свети Павле и Амстердам је океанска, док је на Кергелену океанска комбинована са субполарном климом. Геолошки, острва су вулканског порекла. Изузетак су Расејана острва која су корална, а њихова клима је тропска. 
Највише узвишење је Мон Рос на острву Кергелен са 1.850 m.

## Биљни и животињски свет
Биљни свет се састоји од трава, маховина и жбуња. Од животиња, значајна је популација субантарктичких фока крзнашица, јужних морских слонова, пингвина и албатроса. На острвима су се, ненамерном или намерном људском интервенцијом, усталили мишеви, пацови и мачке и нарушили изворну еколошку равнотежу. На острву Амстердам постоји око 2000 говеда која су се размножила од првих пет примерака доведених 1871. Ова говеда су данас дивља. 
Флора и фауна Расејаних острва је другачија и богатија. Она је карактеристична за тропске крајеве.

## Становништво
Ова област нема стално становништво. Око 170 истраживача борави на острвима у току зиме, у 4 истраживачке станице. Овај број се знатно повећава у лето. На Расејаним острвима стационирано је 50-60 метеоролога и војника. 

## Привреда
Привредна активност на овим територијама је оскудна. Углавном се своди на изградњу и одржавање истраживачких станица. Понекад се острва користе као базе за риболов. Од 1955. ова област издаје поштанске марке. 